# Joaquim Roberto de Carvalho
Joaquim Roberto de Carvalho (Guimarães, freguesia de São Sebastião, 3 de maio de 1893 – Porto, 27 de novembro de 1944) foi um radiologista português.
Em 1912 ingressou na Faculdade de Ciências da Universidade do Porto. De 1912 a 1918 frequentou a Faculdade de Medicina da Universidade do Porto. Em 1919, a 30 de julho, defendeu tese de doutoramento na respectiva faculdade com um trabalho sobre “O valor de radiologia ureteropielorenal”.
Foi professor de semiótica radiológica da Faculdade de Medicina da Universidade do Porto.
Seu nome está registrado no Livro de Honra dos Radiologistas de Todas as Nações e consequentemente gravado no Monumento da Radiologia em Hamburgo, Alemanha.